# Société Générale
Société Générale – jeden z trzech największych i najstarszych banków francuskich obok LCL – dawniej Crédit Lyonnais i BNP Paribas. Spółka notowana jest na giełdzie Euronext, stanowi część indeksu paryskiego CAC 40.

## Historia
Bank pod nazwą Société Générale pour favoriser le développement du commerce et de l’industrie en France został założony przez grupę przemysłowców i finansistów w roku 1864 dla wspierania rozwoju przemysłu i handlu II Cesarstwa. W 1945 r. nastąpiła nacjonalizacja banku. W 1987 r. bank został reprywatyzowany.

## Inwestycje zagraniczne

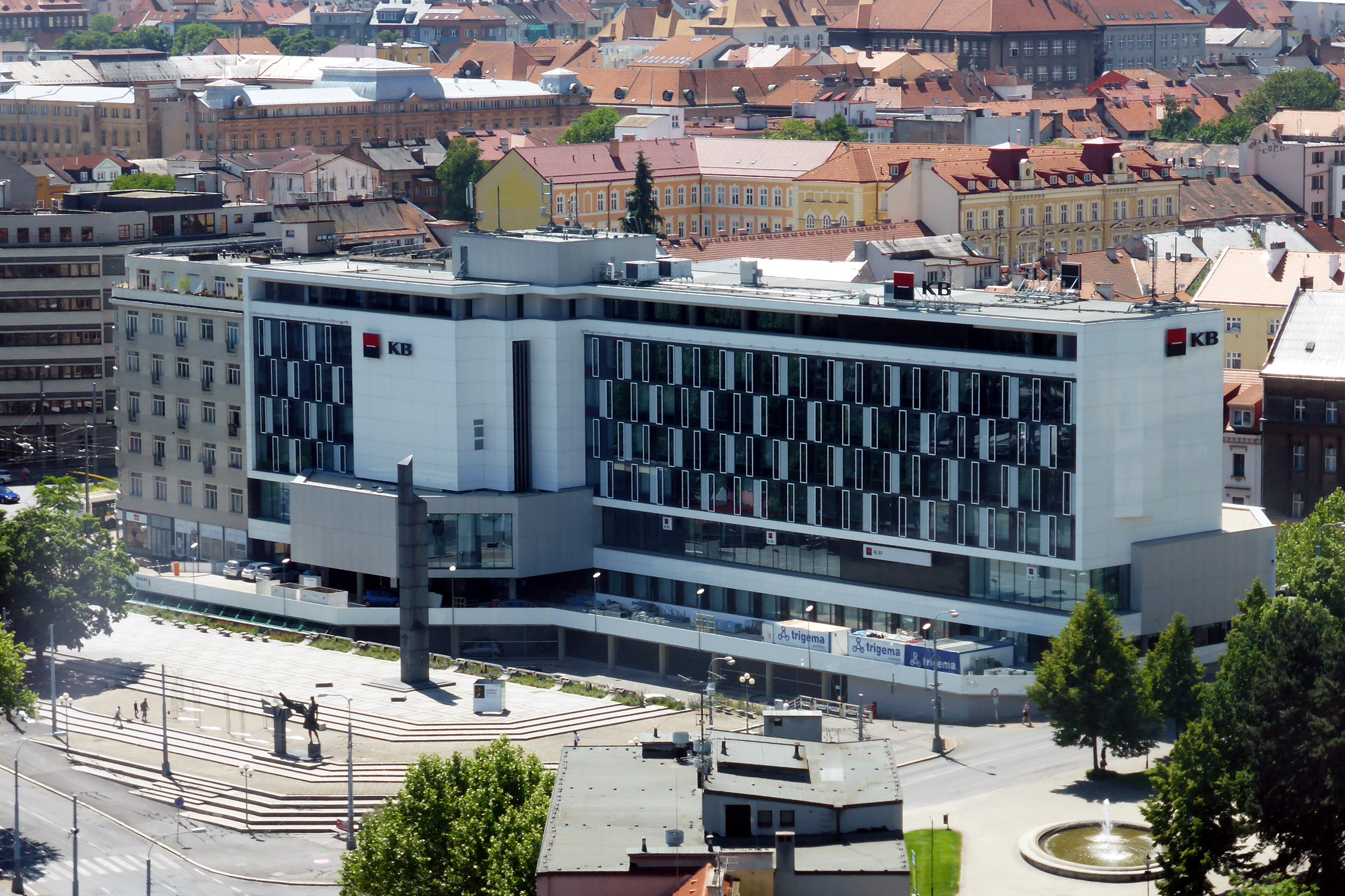
Komerční banka (Pilzno)

Od 1991 r. Société Générale inwestował w rozwój zewnętrzny poprzez przejęcia banków we Francji i w Europie Wschodniej. W 1997 r. bank przejął Crédit du Nord, a w 1999 r. przegrał walkę o przejęcie kontroli nad Paribas (BNP Paribas). Grupa Société Générale jest obecna między innymi:
- w Rumunii poprzez bank BRD,
- w Rosji poprzez Rosbank,
- w Czechach poprzez Komerční Banka (trzecim co do wielkości banku w Czechach),
- w Polsce grupę reprezentuje Société Générale Oddział w Polsce, świadczący usługi w zakresie bankowości korporacyjnej i inwestycyjnej od 1992 roku, spółki leasingowe SG Equipment Leasing Polska i ALD Automotive (należące do Société Générale Equipment Finance) oraz Société Générale Insurance[2]. W latach 2004–2019 bank był właścicielem Euro Banku S.A.[3]

## Grupa Société Générale
Grupa Société Générale działa w oparciu o zdywersyfikowany model bankowości, oparty na trzech komplementarnych pionach działalności:
- bankowość detaliczna we Francji – 2700 oddziałów (razem z oddziałami Credit du Nord);
- międzynarodowa bankowość detaliczna i usługi finansowe;
- Global Banking and Investor Solutions specjalizujący się w bankowości korporacyjnej i inwestycyjnej, bankowości transakcyjnej, usługach powierniczych i zarządzaniu aktywami, obecny także w Polsce.